# العلاقات السيشلية النيكاراغوية
العلاقات السيشلية النيكاراغوية هي العلاقات الثنائية التي تجمع بين سيشل ونيكاراغوا.

## مقارنة بين البلدين
هذه مقارنة عامة ومرجعية للدولتين:
| وجه المقارنة                                              | سيشل                                                | نيكاراغوا        |
| --------------------------------------------------------- | --------------------------------------------------- | ---------------- |
| المساحة (كم2)                                             | 459                                                 | 130.38 ألف       |
| عدد السكان (نسمة)                                         | 95.84 ألف                                           | 6.22 مليون       |
| الكثافة السكانية (ن./كم²)                                 | 20.88 ألف                                           | 47.71            |
| العاصمة                                                   | فيكتوريا                                            | ماناغوا          |
| اللغة الرسمية                                             | لغة فرنسية، لغة إنجليزية، اللغة الكريولية السيشيلية | اللغة الإسبانية  |
| العملة                                                    | روبية سيشلية                                        | كوردبا نيكاراغوا |
| الناتج المحلي الإجمالي (بليون دولار)                      | 1.49 مليار                                          | 13.81 مليار      |
| الناتج المحلي الإجمالي (تعادل القوة الشرائية) بليون دولار | 2.54 مليار                                          | 31.63 مليار      |
| الناتج المحلي الإجمالي الاسمي للفرد دولار أمريكي          | 15.48 ألف                                           | 2.09 ألف         |
| الناتج المحلي الإجمالي للفرد دولار أمريكي                 | 26.42 ألف                                           | 4.92 ألف         |
| مؤشر التنمية البشرية                                      | 0.772                                               | 0.631            |
| رمز المكالمات الدولي                                      | +248                                                | +505             |
| رمز الإنترنت                                              | .sc                                                 | .ni              |
| المنطقة الزمنية                                           | ت ع م+04:00                                         | 00               |

## منظمات دولية مشتركة
يشترك البلدان في عضوية مجموعة من المنظمات الدولية، منها:
| علم المنظمة | اسم المنظمة                               | تاريخ انضمام سيشل | تاريخ انضمام نيكاراغوا |
| ----------- | ----------------------------------------- | ----------------- | ---------------------- |
|             | يونسكو                                    | 18 أكتوبر 1976    | 22 فبراير 1952         |
|             | وكالة ضمان الاستثمار متعدد الأطراف        | 15 سبتمبر 1992    | 12 يونيو 1992          |
|             | الأمم المتحدة                             | 21 سبتمبر 1976    | 24 أكتوبر 1945         |
|             | الاتحاد البريدي العالمي                   | ?                 | ?                      |
|             | البنك الدولي للإنشاء والتعمير             | 29 سبتمبر 1980    | 14 مارس 1946           |
|             | الاتحاد الدولي للاتصالات                  | 17 سبتمبر 1999    | 12 مايو 1926           |
|             | منظمة حظر الأسلحة الكيميائية              | 29 أبريل 1997     | ?                      |
|             | مؤسسة التمويل الدولية                     | 11 يونيو 1981     | 20 يوليو 1956          |
|             | المركز الدولي لتسوية المنازعات الاستشارية | 19 أبريل 1978     | 19 أبريل 1995          |
|             | منظمة الشرطة الجنائية الدولية             | 1 سبتمبر 1977     | ?                      |

## وصلات خارجية
- موقع وزارة الخارجية السيشلية
- موقع وزارة الخارجية النيكاراغوية